# OPzS
OPzS s'utilitza per referir-se a un tipus banyat de bateries tubulars de cicle profund de plom àcid. Aquestes bateries solen tenir una tensió cel·lular de 2 volts i es connecten en sèrie per produir tensions més altes. Aquests tipus de bateries solen ser ventilades i s'utilitzen en aplicacions estacionàries com l'emmagatzematge d'energia solar, eòlica i de reserva. Contenen un electròlit líquid que es compon generalment d'àcid sulfúric diluït.
La bateria OPzV i les bateries OPzS són bateries estacionàries molt populars, desenvolupades a finals de 2005. Les bateries OPzV i OPzS són productes de gamma alta, especialment desenvolupats per a aplicacions que requereixen cicles profunds freqüents. Aquesta és una solució d'estalvi d'energia per a l'emmagatzematge d'energia. Fins i tot en instal·lacions remotes que requereixen una descàrrega a llarg termini i un excel·lent rendiment de càrrega, pot proporcionar avantatges significatius en termes de cost d'un sol cicle, el més alt nivell de fiabilitat i rendiment.
Aquest tipus de bateries de plom-àcid es coneix habitualment com a bateries de tracció. Canbat dissenya la sèrie OPzS amb un disseny de placa tubular optimitzat que supera amb escreix els estàndards DIN. Els avantatges de la placa optimitzada són oferir excel·lents capacitats de ciclisme i una llarga vida útil en condicions de flotació. A diferència d'altres bateries de plom-àcid, les bateries OPzS es construeixen en un recipient transparent d' estirè acrilonitril, que permet una fàcil comprovació visual dels nivells d'àcid. Els terminals també estan codificats per colors en negre i vermell per facilitar la instal·lació. Tot i que aquestes bateries estan inundades, estan dissenyades amb terminals a prova de fuites i estan completament aïllades amb connectors intercel·les de coure sòlid.
OPzS significa : O = Ortsfest (estacionari) Pz = PanZerplatte (placa tubular) S = Flüssig (banyat)

## Característiques
Tenen una tensió cel·lular de 2V i s'han de connectar en sèrie per produir tensions més altes. A més, es diferencien dels altres tipus de bateries per la seva orientació vertical i vertical. Les bateries OPzS també presenten alta capacitat, llarga vida útil, manteniment reduït, baixa autodescàrrega, control ràpid i senzill del nivell d'àcid, consum d'aigua econòmic, dimensions i pes adequats i el corrent de manteniment més baix i constant.

## Diferències entre les bateries OPzS i OPzV
OPzV és la bateria tubular GEL. I OPzS és la bateria tubular banyada. OPzS és una cel·la banyada, és a dir, l'electròlit (generalment àcid sulfúric) es troba en forma líquida dins de la cel·la. I l'electròlit d'OPzV dins de la bateria està en forma de gel que permet recombinar l'electròlit a l'aigua. La bateria OPzV és una bateria segellada i els usuaris no necessiten mantenir la bateria. Però la bateria OPzS no està segellada. Els usuaris de vegades necessiten afegir aigua destil·lada a la part superior de la bateria per mantenir l'ús normal de la bateria. Les bateries OPzS i OPzV són tots dos tipus de bateries tubulars. Les diferències es troben en la naturalesa dels seus electròlits. Mentre que l'electròlit àcid d'OpzS és FLA, l'OPzV és VRLA. L'electròlit es converteix en gel mitjançant l'addició de pols de sílice. Per tant, també s'anomenen "bateries de silicona". A més, l'OPzV està regulat per vàlvules, segellat i, per tant, sense manteniment.

## Especificacions
Exemple de les especificacions d'una bateria OPzS:
APLICACIÓ Macro Cel·les Emmagatzematge d'Energia Interruptor i Subestació Microxarxes Alimentació mèdica en espera 
TECNOLOGIA / QUÍMICA Àcid de plom banyat
CAPACITAT (MIN) - NORMA EUROPEA 216
CAPACITAT (MAX) - NORMA EUROPEA 3360
CAPACITAT EUROPE STANDARD Ah / C10 / 1.8Vpc / 20 °C
CAPACITAT (MIN) - NORMAL 217 dels EUA
CAPACITAT (MÀXIMA) - ESTÀNDARD AMERICAN 3543
CAPACITAT STANDARD EUA Ah / 8 h / 1,75 Vpc / 77 °F
TENSIÓ (MIN) 2
TENSIÓ (MÀXIM) 2
DISSENY Mides DIN del terminal superior